# Ollan Cassell
Ollan Conley Cassell (ur. 5 października 1937 w Norton w stanie Wirginia) – amerykański lekkoatleta sprinter, mistrz olimpijski z Tokio z 1964.
Na igrzyskach panamerykańskich w 1963 w São Paulo zdobył srebrny medal w biegu na 200 metrów (przegrywając jedynie z Rafaelem Romero z Wenezueli, a wyprzedzając innego Wenezuelczyka Arquímedesa Herrerę) oraz złote w sztafecie 4 × 100 metrów (w składzie: Ira Murchison, Brooks Johnson, Cassell i Earl Young)  oraz sztafecie 4 × 400 metrów (w składzie: Richard Edmunds, James Johnson, Cassell i Earl Young), a także zajął 6. miejsce w finale biegu na 100 metrów.
Na igrzyskach olimpijskich w 1964 w Tokio odpadł w półfinale biegu na 400 metrów, ale w sztafecie 4 × 400 metrów wywalczył wraz z kolegami złoty medal i ustanowił rekord świata rezultatem 3:00,7 (sztafeta biegła w składzie: Cassell, Michael Larrabee, Ulis Williams i Henry Carr).
Cassell był mistrzem Stanów Zjednoczonych(AAU) w biegu na 220 jardów w 1957 oraz na 440 jardów w 1965.
Jego rekord życiowy w biegu na 200  metrów wynosił 20,8 s, uzyskany 18 maja 1963 w Madrycie, a w biegu na 400 metrów 45,6 s, ustanowiony 12 września 1964 w Los Angeles.
Po zakończeniu kariery został działaczem lekkoatletycznym. Był między innymi wiceprzewodniczącym IAAF w latach 1976–1986.